# Sabine Bohland
Sabine Bohland ist eine deutsche Fernsehjournalistin.
Bohland studierte Französisch, Theaterwissenschaften und Kunstgeschichte. Später absolvierte sie ein Volontariat beim WDR. Von 1997 bis 2002 war sie ARD-Korrespondentin in Nairobi, von wo sie für die Berichterstattung aus West-, Zentral- und Ostafrika zuständig war. Danach kehrte sie nach Deutschland zurück, wo sie Planerin beim ARD-Morgenmagazin wurde. 2004 wechselte sie in die Auslandsabteilung. Sie war zunächst in Studiovertretungen in den ARD-Studios Moskau, Washington, New York und Paris und in der Redaktion der Sendung story tätig und leitete die Reportagereihe Weltweit.
2015 wurde eine längere Filmreportage über Somaliland, einen international nicht anerkannten Staat in Somalia, von ihr gesendet.
Bohland war eine von drei Korrespondenten, die den Videoblog Afrika, Afrika der Tagesschau betrieben.
Im Jahr 2000 wurde Bohland neben Meike Dinklage („Brigitte“), Bettina Rühl (WDR Radio5) für ihre Fernseh-Reportagen über „entwurzelte Jugendliche aus Afrika und Asien“ mit dem Medienpreis „Kinderrechte in der Einen Welt“ ausgezeichnet.
Von 2014 bis 2019 war Sabine Bohland Korrespondentin und Leiterin des ARD-Studios in Nairobi.